# Domain of Death
Domain of Death är det amerikanska death metal-bandet Morticians tredje studioalbum. Albumet gavs ut 16 april 2001 av skivbolaget Relapse Records.

## Låtförteckning
1. "Brood of Evil" – 2:34
2. "Maimed and Mutilated" – 0:46
3. "Bonecrusher" – 1:04
4. "The Hatchet Murders" – 1:52
5. "Extinction of Mankind" – 0:38
6. "Domain of Death" – 3:34
7. "Cannibalized" – 0:52
8. "Pulsating Protoplasma" (Pungent Stench-cover) – 2:44
9. "Martin (The Vampire)" – 1:48
10. "Telepathic Terror" – 4:01
11. "Mutilation of the Human Race" – 0:41
12. "Wasteland of Death" – 1:10
13. "Dr. Gore" – 2:15
14. "Extra Uterine Pregnancy" (Disastrous Murmur-cover) – 4:24
15. "Tenebrae" – 2:18
16. Devastation" – 0:55
17. "Necronomicon Exmortis" – 5:02

## Medverkande
Musiker (Mortician-medlemmar)
- Will Rahmer – basgitarr, sång
- Roger J. Beaujard – gitarr, trumprogrammering

Produktion
- Matthew F. Jacobson – producent
- Roger J. Beaujard – producent, ljudtekniker
- Will Rahmer – assisterande ljudtekniker
- Jonathan Canady – omslagsdesign
- Wes Benscoter – omslagskonst
- Frank White – foto